# هوراس بيري (سياسي)
هوراس بيري (بالإنجليزية: Horace Berry)‏ هو سياسي أسترالي، ولد في 1891 في سوفا في فيجي، وتوفي في 1 سبتمبر 1949 في أستراليا. حزبياً، نشط في مستقل. وقد انتخب عضو الجمعية التشريعية لأستراليا الغربية.